# Alberta Jeannette Cassell
Alberta Jeannette Cassell (Alberta Jeannette Cassell Butler, 22 de noviembre de 1926 – 24 de octubre de 2007) fue una arquitecta afroamericana y autora estadounidense, que trabajó para la Armada de Estados Unidos.

## Biografía
El padre de Cassell estaba determinado en que todos sus hijos fueran arquitectos igual que él. También quiso que todos ingresaran a su alma mater, la Universidad Cornell. Alberta honró los deseos de su padre y se inscribió en la mencionada universidad. En 1948, se convirtió en la segunda mujer afroamericana en graduarse en esa universidad en arquitectura (su hermana, Martha Cassell Thompson fue la primera).
Por dos años, Cassell trabajó en la firma de arquitectos de su padre, pero en 1961, empezó a trabajar en el Comando Militar de Vida Marina. 
Tiempo después se convirtió en arquitecta naval y trabajó en el Comando de Sistemas Navales estadounidense entre 1971 y 1982. 
Se retiró debido a una inhabilidad en 1982 y en su retiro, empezó a escribir textos infantiles y a tomar cursos de fotografía como pasatiempo. 
Su libro para niños Las pequeñas mariposas blancas (The Little White Butterflies) fue publicado en el 2012.

## Libro
- 2012, Las pequeñas mariposas blancas. (ISBN 978-1-4669-5658-2)